# 고금동로
고금동로(Gogeumdong-ro)는 전라남도 완도군 고금면 에서 약산면 약산연도교까지 연결하는 도로아다.

## 주요 경유지
전라남도
- 완도군 (고금면 . 약산면)

## 노선경로
| 이름                | 접속 노선              | 소재지 | 소재지 | 비고 |
| ------------------- | ---------------------- | ------ | ------ | ---- |
| (이름없음)          | 국도 제77호선 (고금로) | 완도군 | 고금면 |      |
| 고금면소재지 교차로 |                        | 완도군 | 고금면 |      |
| 고금면도남리 교차로 | 고금남로               | 완도군 | 고금면 |      |
| 동녕고개            |                        | 완도군 | 고금면 |      |
| 약산연도교          |                        | 완도군 | 고금면 |      |
|                     | 약산면                 | 완도군 |        |      |
| 약산로와 직결       |                        |        |        |      |

## 주요 건물 및 시설
- 농협 강진완도축산농협 고금지점 (고금동로 27/덕암리 758-10)
- 농협 강진완도축산농협 고금지점 로컬푸드 고금지점 (고금동로 27/덕암리 758-10)
- GS25 완도고금점 (고금동로 34/덕암리 602-9)
- SK에너지 고금주유소 (고금동로 42/농상리 18-9)
- CU 완도고금점 (고금동로 46/농상리 20-3)
- 고금1119안전센터 (고금동로 266/세동리 1072-11)